# Prunus fasciculata
Prunus fasciculata är en rosväxtart som först beskrevs av John Torrey, och fick sitt nu gällande namn av Asa Gray. Prunus fasciculata ingår i släktet prunusar, och familjen rosväxter.

## Underarter
Arten delas in i följande underarter:
- P. f. fasciculata
- P. f. punctata

## Bildgalleri

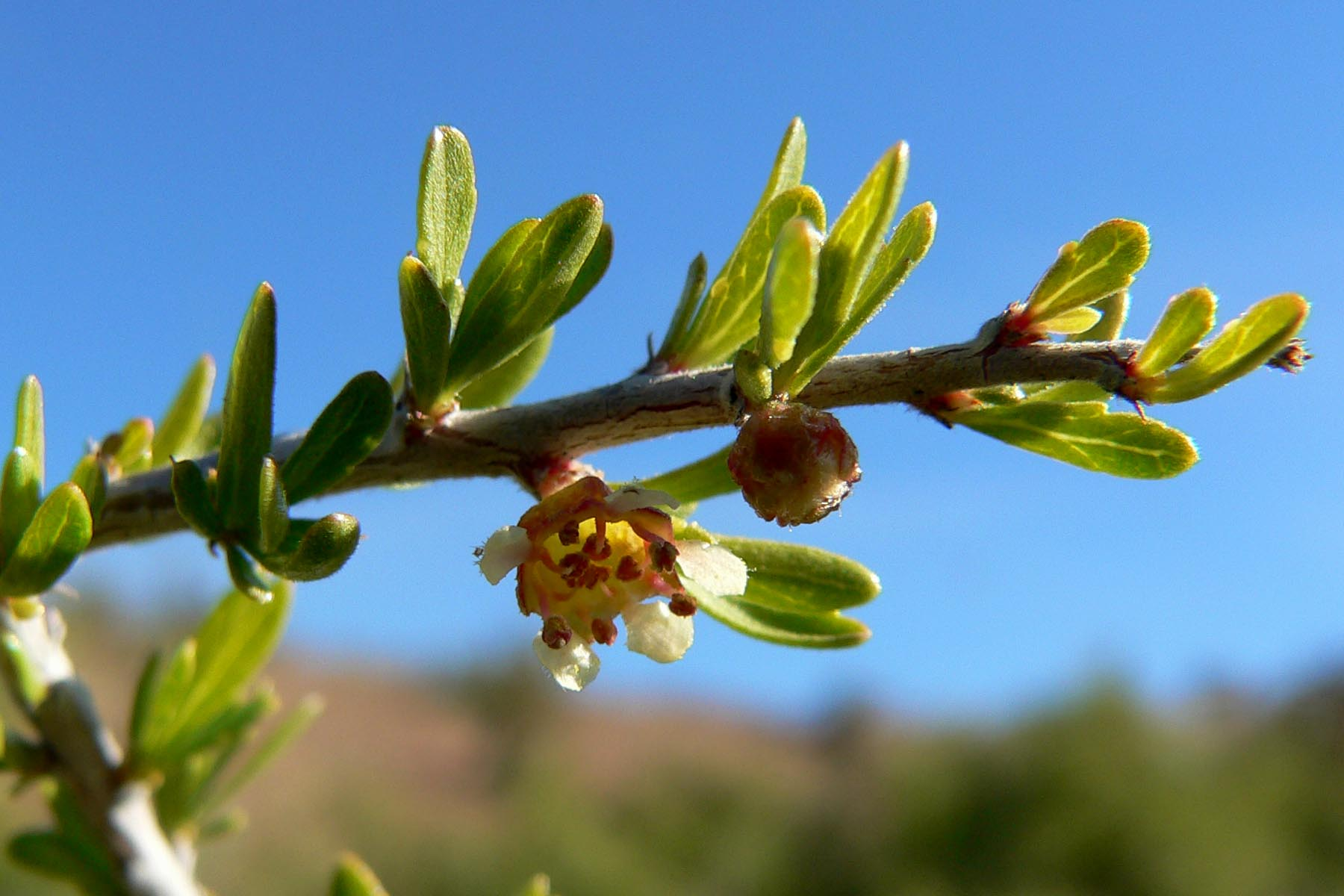
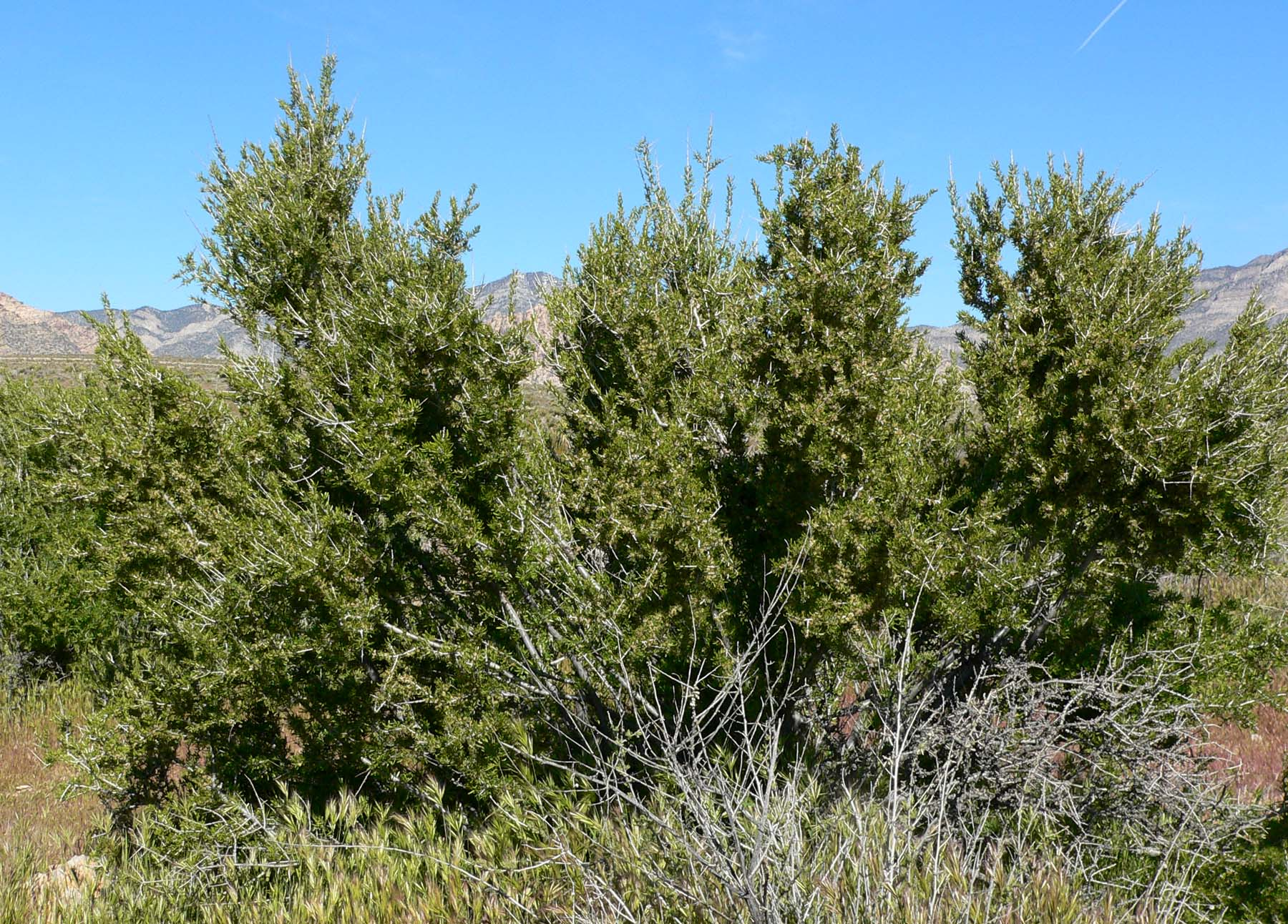
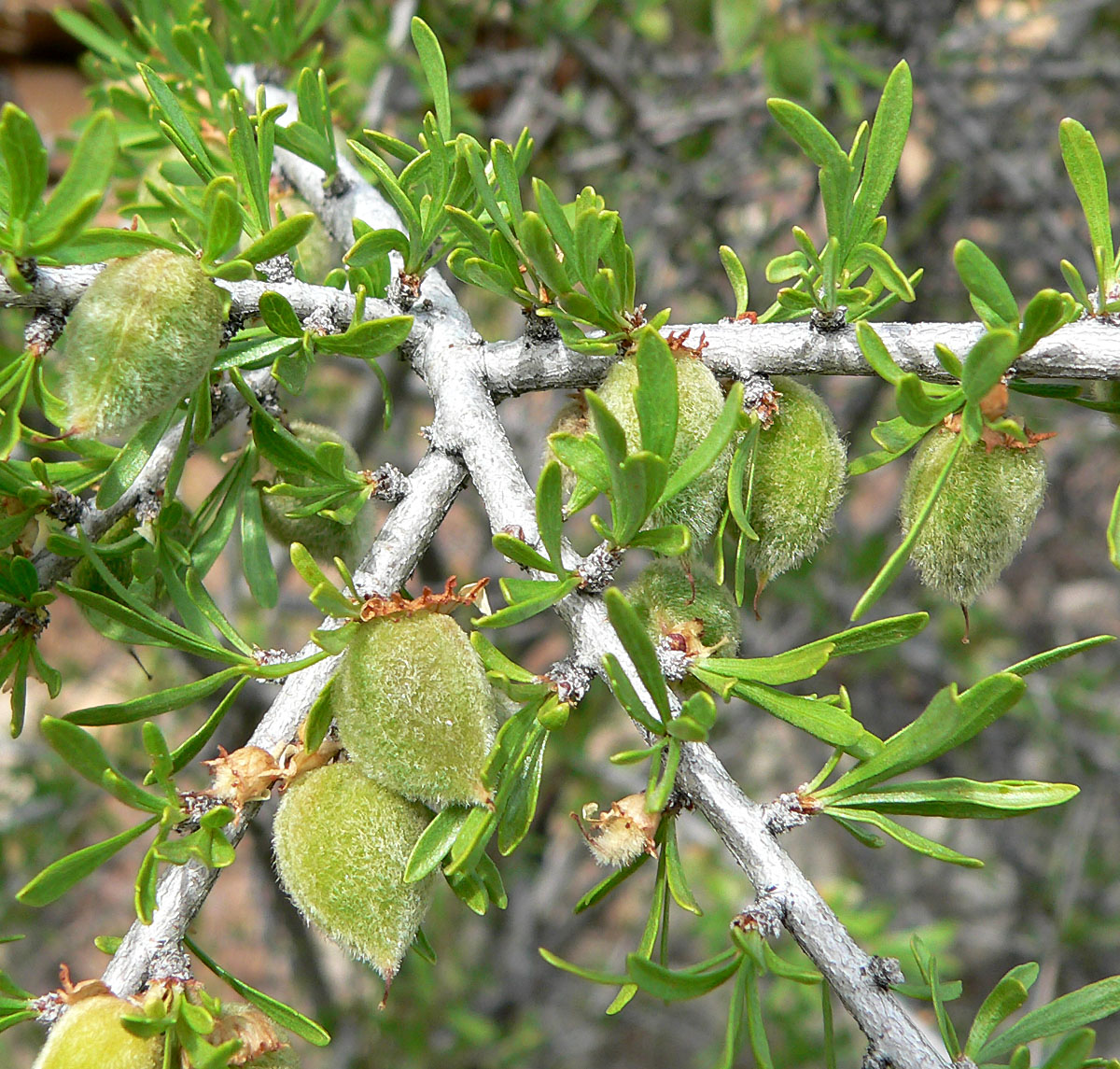
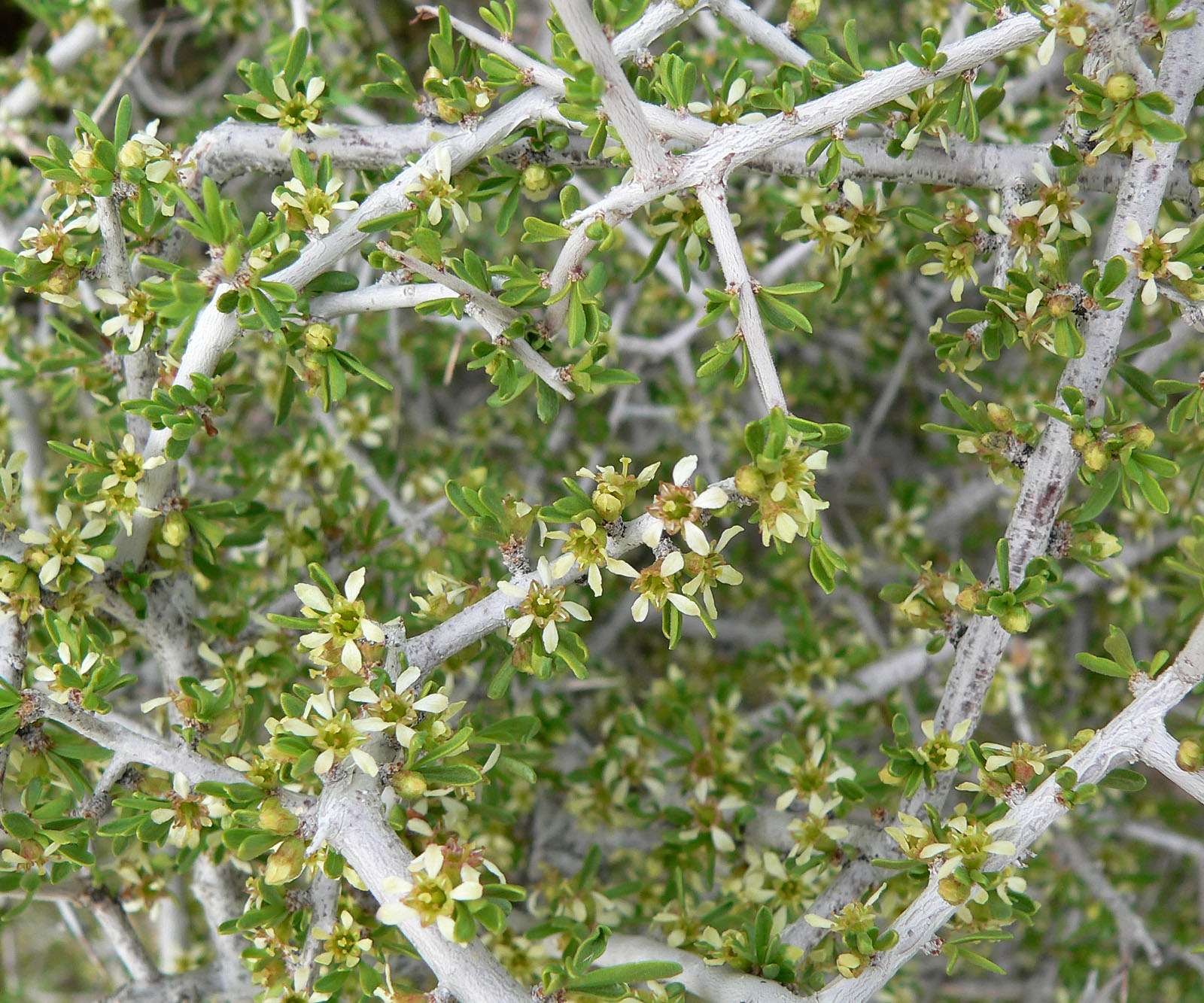
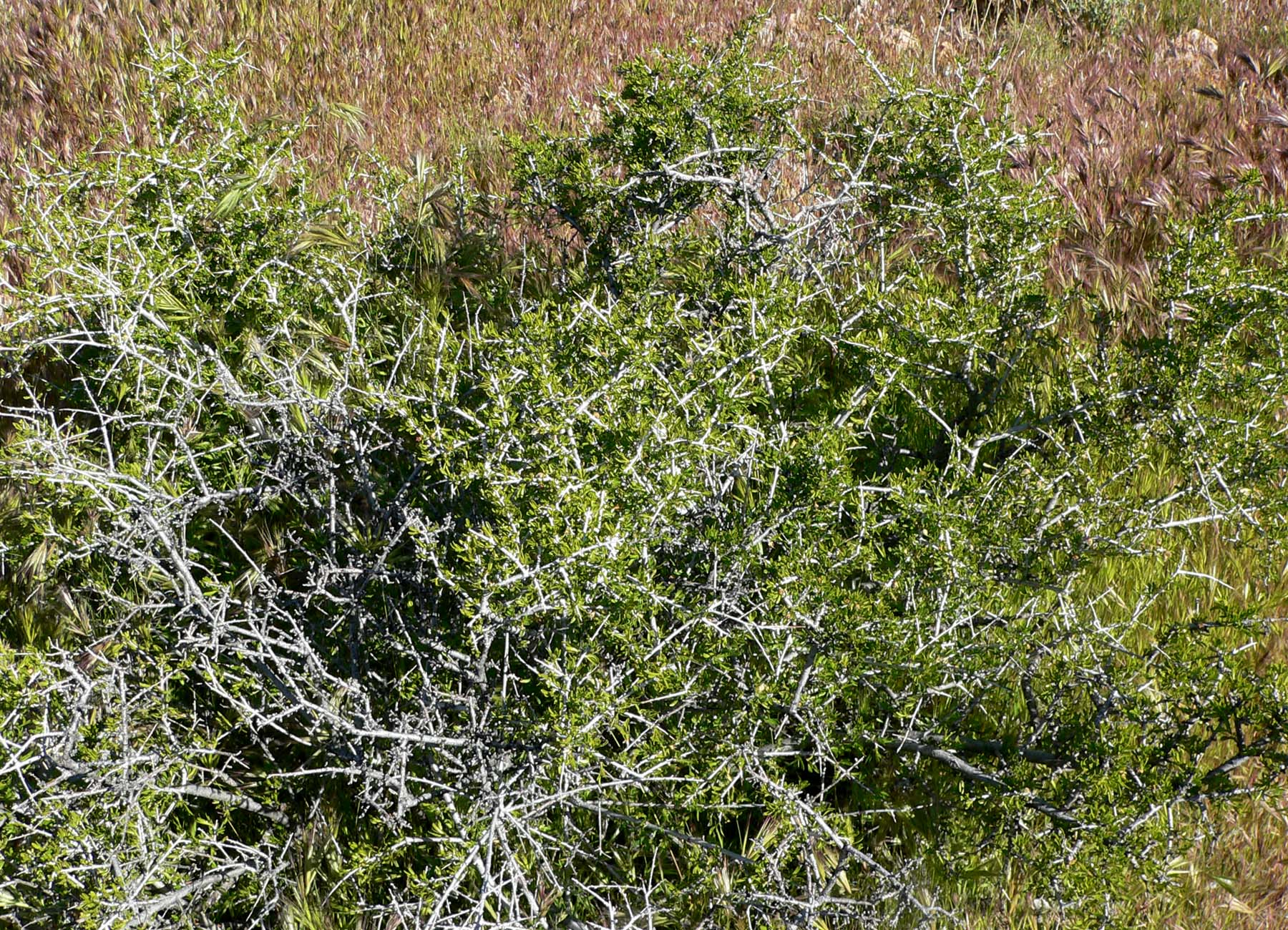
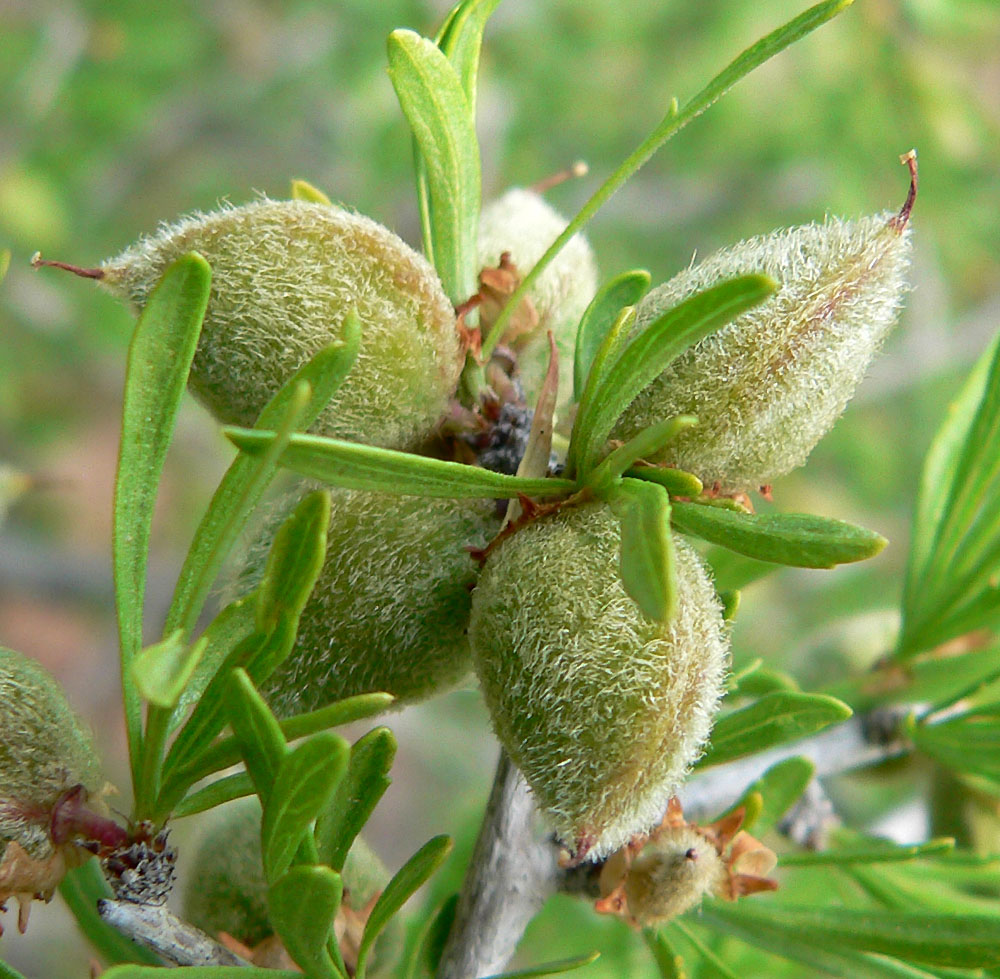